# Приказ НКВД СССР № 00447

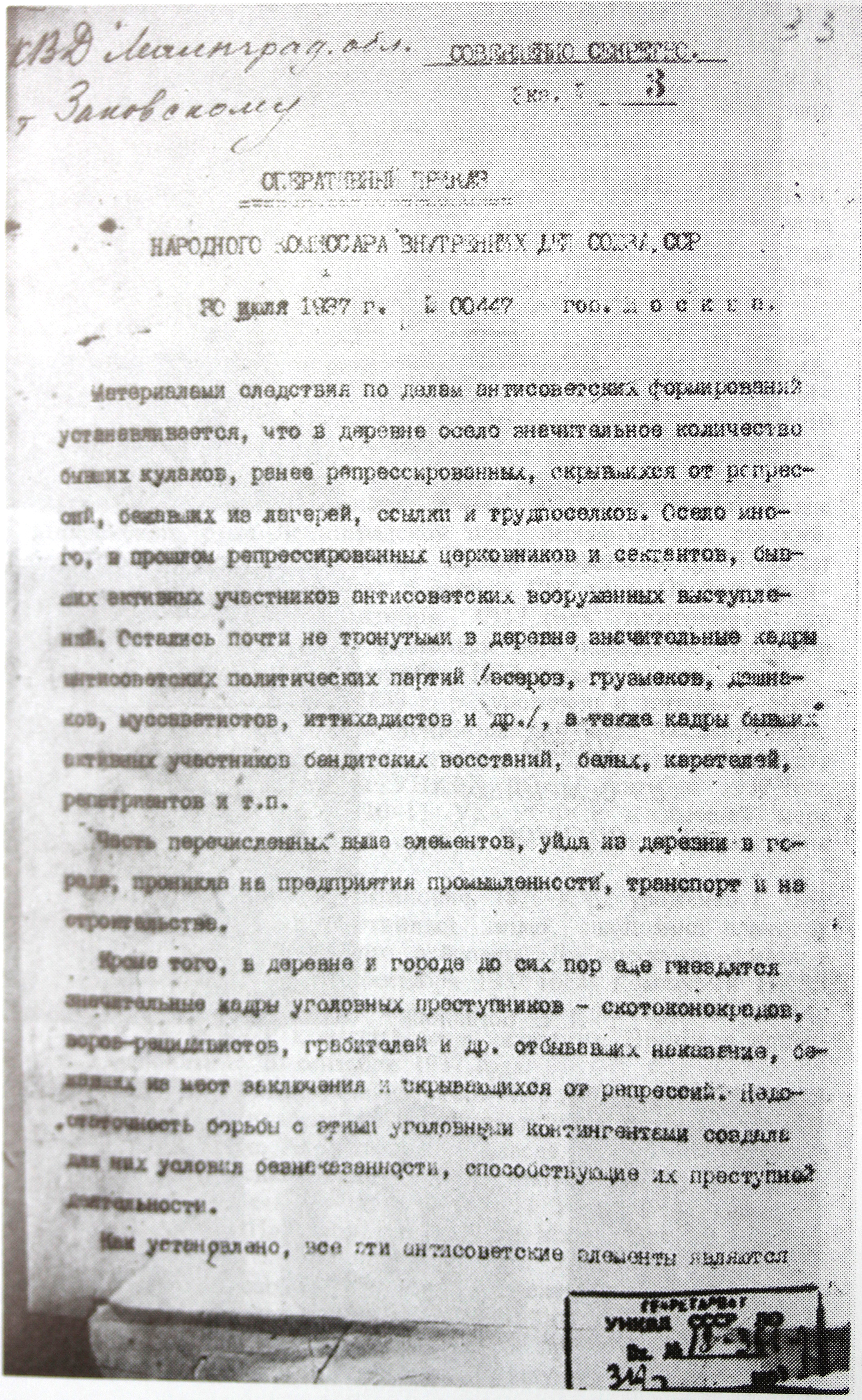
Страница приказа № 00447 НКВД

Приказ НКВД № 00447 (Оперативный приказ народного комиссара внутренних дел СССР № 00447 «Об операции по репрессированию бывших кулаков, уголовников и других антисоветских элементов») — совершенно секретный приказ Народного Комиссара  Внутренних дел 
 от 30 июля 1937 года.
На основании этого приказа наркома с августа 1937 года по ноябрь 1938 года была проведена Операция НКВД СССР по репрессированию «антисоветских элементов», «…продолжающих вести активную антисоветскую подрывную деятельность…», в ходе которой были арестованы около 1,7 млн человек, 390 тыс. человек были расстреляны, 380 тыс. отправлены в лагеря ГУЛАГа. Операция по этому приказу стала крупнейшей массовой операцией Большого террора.
Приказ, открывший путь к массовым репрессиям, был впервые опубликован в газете «Труд» 4 июня 1992 года. В отличие от открытых показательных процессов над советской элитой, операция по приказу № 00447 касалась рядовых граждан, среди которых были крестьяне, рабочие, сельское духовенство, асоциальные элементы, уголовники и бывшие члены оппозиционных партий. Приговоры выносились республиканскими, краевыми и областными тройками НКВД.

## Предпосылки

### Ситуация в Советском Союзе
После свёртывания НЭП (1927) в Советском Союзе расширился круг лиц, на которых оказывалось административное давление и преследование силовыми органами. Принудительная коллективизация (с 1928) и раскулачивание (с 1929) вызвали местные протесты, беспорядки и восстания. Изменение порядка на селе, в сочетании с форсированной индустриализацией, привели к всплеску внутренней миграции. Не менее 23 миллионов человек с 1926 по 1939 год переехали из деревни в город, что обострило и без того сложную ситуацию с поставками продовольствия и уровнем преступности.
В ответ на общественные возмущения, вызванные этими изменениями, были введены внутренние паспорта для городского населения. Нежелательные «элементы» были принудительно выселены из городов в так называемые рабочие или «специальные поселения». Средства преследования, однако, оставались несовершенными: по данным органов внутренних дел, примерно треть депортированных кулаков (от 600 тыс. до 700 тыс.) сбежали из поселений. Бегство и миграция бывших кулаков ставила под угрозу «успех» кампании по раскулачиванию и привлекли внимание Сталина. По мнению Николая Ежова, руководителя НКВД с осени 1936 года, объединявшиеся группы кулаков саботажами и подрывной деятельностью представляли серьёзную угрозу для Советского Союза.
Назначение Сталиным на декабрь 1937 года всеобщих, равных выборов с тайным голосованием в Верховный Совет СССР обеспокоило многих ведущих партийных функционеров. В первую очередь, им казалось, что преследуемые церковники и «кулаки» объединятся с другими «врагами» советской власти и на выборах смогут повлиять на неё. Опасения были обусловлены ещё и тем, что «сталинская конституция» 1936 года предоставила сотням тысяч преследуемых все права. Партийная элита на местах опасалась, что баланс власти может склониться против большевиков.

### Внешнеполитические факторы и ксенофобия
К внутренним общественно-политическим факторам добавились также и внешние. Советская власть опасалась агрессивно настроенных стран, в первую очередь Германии, Польши, Японии. Пропаганда СССР переносила эти опасения и предположения в народ: повсюду виделись враги, шпионы, заговорщики, диверсанты и вредители, которые ослабляли страну изнутри и вызывали беспокойство руководящих кругов тем, что в случае внешней агрессии они могли начать восстание. Массовость восстания обеспечивалась бы сотнями тысяч человек, подвергшихся притеснениям: раскулаченные, верующие, депортированные, преступники, социально опасные и другие. Для устранения этой угрозы был организован ряд показательных процессов, на которых перед народом предстали «виновники» многочисленных проблем экономики и повседневной жизни. Предпринимались меры против создания антисоветской «пятой колонны».

## Подготовка

### Письмо Сталина от 3 июля 1937 года
3 июля 1937 года Сталин направил Ежову, региональному партийному руководству и представителям НКВД телеграмму по решению Политбюро ЦК ВКП(б) № П51/94 «Об антисоветских элементах» от 2 июля, о начале общегосударственной кампании преследования раскулаченных лиц и «преступников». От местных властей требовалось в пятидневный срок провести всю необходимую подготовку:
- В зависимости от степени угрозы, разделить целевые группы на две категории и зарегистрировать на местном уровне. К первой категории следовало записать «наиболее враждебных» кулаков и преступников, которые должны были быть приговорены к расстрелу. К второй категории следовало записать «менее активных, но враждебных», они подлежали депортации.
- Для суда над указанными лицами следует создать отдельные суды, так называемые «тройки», в состав которых, как правило, входил представитель НКВД, региональный партийный лидер и прокурор.
- В заданные сроки отправить уведомление в Москву как о численности взятых на учёт лиц по обеим категориям, так и личный состав «троек».

1 января 1930 года Генрих Ягода, предшественник Ежова на должности руководителя НКВД, издал приказ ОГПУ № 44/21, по которому кулаки делились на три категории, и для каждой из них определялись различные меры наказания — представителей первой категории, если они были признаны участниками сопротивления власти, следовало расстрелять. В качестве судов также были использованы «тройки».

### Обратная связь
В июле 1937 года функционеры и сотрудники НКВД направили необходимую информацию в Москву, однако не уложились в сроки, и данные были представлены лишь предварительные, оценочные. В том же месяце регионы провели исправление численности преследуемых, в некоторых случаях, особенно заметно, в сторону увеличения. Наибольшую численность кандидатов на расстрел и депортацию представил первый секретарь Московского обкома Никита Хрущёв. По состоянию на 10 июля в списках Хрущёва насчитывалось 41 305 «криминальных и кулацких элементов»: 8 500 предлагалось расстрелять (первая категория), 32 805 — выселить (вторая категория).
В письмах в Москву также встречались просьбы увеличить численность преследуемых. Соответствующие предложения касались заключённых, специальных и трудовых поселенцев, «вредителей», подстрекателей, беглецов и их пособников. Также местные власти прямо требовали разрешения на преследование духовенства. Политбюро обычно удовлетворяло их просьбы.

### Подготовительные конференции
13 июля руководством НКВД был издан приказ, требующий от руководителей региональных управлений НКВД прибыть на конференцию в Москву. Конференция состоялась 16 июля и послужила координации действий будущей массовой операции. Стенограмма или протоколы этой конференции неизвестны.
На региональном уровне подготовительные конференции продолжались до конца июля. Так, на совещании в Новосибирске 25 июля было указано на необходимость придерживаться строжайшей секретности, на допустимые упрощения при ведении следствия и скорость судебных процессов. Также рекомендовалось найти подходящие места для расстрелов и захоронения тел. Участники заседания в Новосибирске приветствовали предстоящую операцию «громкими возгласами поддержки».

### Михаил Фриновский

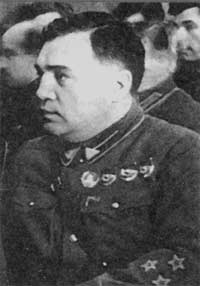
Михаил Фриновский — одна из ключевых фигур большого террора

Ведущую роль в подготовке, планировании и выполнении приказа НКВД № 00447 сыграл Михаил Фриновский, заместитель Ежова. Он сообщал членам Политбюро о результатах подготовки и получал от них дальнейшие указания. В июле 1937 года Сталин трижды принимал Фриновского в рабочем кабинете. Копии подписанного Ежовым 30 июля проекта приказа на 15 или 19 страницах Фриновский отправляет руководителю «сталинской канцелярии» Александру Поскрёбышеву с просьбой передать в Политбюро. 31 июля приказ был утверждён Политбюро без изменений и в тот же день отправлен всем руководителям НКВД республиканского, областного и районного уровней.

### Предварительные приказы
Прообразом операции репрессий бывших кулаков послужил не только приказ ОГПУ № 44/21 от 1930 года, но и две менее обширные кампании:
1. Постановление Политбюро от 28 июня 1937 года «О выявленной в Западной Сибири контр-революционной повстанческой организации среди высланных кулаков» послужило непосредственным прообразом «кулацкой операции», поскольку здесь также предусматривалось использование «троек». Операция была направлена против предполагаемых сторонников и членов «Русского общевоинского союза» в Западной Сибири, которым приписывалось создание разветвлённой сети диверсионно-повстанческих групп, управляемых белыми генералами или работающих в пользу японской разведки[21][22]. Против всех активистов «повстанческой организации» Политбюро сочло необходимым применить высшую меру наказания и постановило создать краевую «тройку» в составе начальника УНКВД, прокурора по Западно-Сибирскому краю и первого секретаря Западно-Сибирского крайкома партии для ускоренного рассмотрения следственных дел «повстанцев».
2. 25 июля Николай Ежов подписал секретный приказ НКВД № 00439: «Об операции по репрессированию германских подданных, подозревавшихся в шпионаже против СССР». Эти меры были направлены на выявление и обезвреживание предполагаемых шпионов нацистской Германии[23].

## Содержание приказа

### Контингент лиц, подлежащих репрессиям
Во вступительной части приказа Ежов отметил, что все, кто считался врагом советской власти, непременно должны быть наказаны.
Перед органами государственной безопасности стоит задача — самым беспощадным образом разгромить всю эту банду антисоветских элементов, защитить трудящийся советский народ от их контрреволюционных происков и, наконец, раз и навсегда покончить с их подлой подрывной работой против основ советского государства.
К репрессируемым лицам относились:
- Бывшие кулаки и социально опасные элементы, вернувшиеся после отбытия наказания или сбежавшие из лагерей и трудовых поселений; скрывающиеся от раскулачивания и репрессий и уличённые в антисоветской деятельности.
- Члены антисоветских партий (эсеры, «грузмеки», муссаватисты, иттихадисты и дашнаки), бывшие белые, жандармы, чиновники, каратели, бандиты, бандпособники, переправщики, реэмигранты, скрывшиеся от репрессий, бежавшие из мест заключения и продолжающие вести активную антисоветскую деятельность.
- Участники «казачьих и белогвардейских повстанческих организаций, фашистских, террористических и шпионско-диверсионных контрреволюционных формирований».
- Уголовники (бандиты, грабители, воры-рецидивисты, контрабандисты-профессионалы, аферисты-рецидивисты, скотоконокрады), ведущие преступную деятельность и связанные с преступной средой.
- Наиболее активные антисоветские элементы из бывших кулаков, карателей, бандитов, белых, сектантских активистов, церковников и прочих, которые содержатся в тюрьмах, лагерях, трудовых поселениях и колониях.

Уголовные элементы, находящиеся в лагерях и трудпоселках и ведущие в них преступную деятельность.

### Лимиты и наказания
В изданном Ежовым приказе, лимиты по обеим категориям были уменьшены, по сравнению со списками, поступившими от регионов. В общей сложности, 59 республик, краёв и областей предоставили список из 263 076 бывших кулаков и преступников: 85 511 предлагалось расстрелять, а 181 562 — выслать. Приказом же предусматривалась примерно на 29 тыс. человек меньше: 59,2 тыс. — по первой категории, 174,5 тыс. — по второй. Уменьшение лимитов произведено, в первую очередь, за счёт регионов, в чьих списках было более 4 тыс. кандидатов на репрессии.
В приказе отмечалось, что указанные лимиты являются лишь ориентировочными. В то же время, их превышение разрешалось только по согласованию с Ежовым.
Другим отличием была мера наказания преследуемых второй категории. В письме Сталину от 3 июля 1937 года предусматривалась депортация в трудовые поселения. Приказом же устанавливалось наказание в виде ареста и ссылки на 8—10 лет.
Кроме того, приказ содержал инструкции относительно членов семей репрессированных.

### Тройки
Приказ утверждал личный состав 64 троек на республиканском, краевом и областном уровнях. В «кулацкой операции» «тройки» были «оперативным костяком массового террора» и имели не только те же задачи, что и ускоренные суды по раскулачиванию, но иногда и тех же членов, например: Станислав Реденс, Ефим Евдокимов, Леонид Заковский, Василий Каруцкий, Борис Бак, Роберт Эйхе, Павел Володзько, Лев Залин.
Председателем заседаний был представитель НКВД, материалы для принятия решений «тройкой» готовили сотрудники НКВД: «докладчик» и «секретарь» тройки. Это указывает на значительное влияние НКВД по сравнению с представителями прокуратуры и партии.
Иногда личный состав троек подвергался существенным изменениям. Ещё в начале действия приказа № 00447 Политбюро ЦК КПСС освободило одних и назначило на замену других членов «троек». Так, 23 и 28 июля тройки Саратовской, Омской и Ивановской областей были изменены полностью. До 20 августа Политбюро внесло изменения в личный состав ещё 17 «троек». Даже во время кампании происходили изменения в их составе: 2 ноября были назначены 15 новых председателей «троек», а освобождённые члены сами становились жертвами репрессий. Общая численность членов «троек» достигала примерно 350 человек.
Руководство НКВД в Москве и партия имели все рычаги влияния на деятельность «троек» (например, увеличение лимитов, утверждение членов «троек»), что позволяло регулировать «эффективность».
Во время совещания в кремлёвском кабинете Сталина были озвучены результаты деятельности «троек» и других специальных судов за 1937 — первую половину 1938 гг. И последовало моментальное решение: деятельность «троек» прекратить со следующего дня — 16 ноября 1938 г. Через несколько дней Н. И. Ежов был освобожден от занимаемой должности…(Тайны архивов НКВД СССР: 1937—1938 взгляд изнутри — А. Н. Дугин)

### Следствие
Основная роль в проведении следствия принадлежала руководителям республиканских, краевых и областных управлений НКВД. Они утверждали списки кандидатов на арест (причём без санкции прокурора), а также составляли и отправляли обвинительные акты (зачастую не более страницы) на рассмотрение «тройки».
Следствие проводилось «ускоренно и в упрощённом порядке», без соблюдения элементарных юридических прав. Заседания происходили за закрытыми дверями, в отсутствие обвиняемого, не оставляя ему никакой возможности защиты. Пересмотр вынесенных «тройками» решений не был предусмотрен приказом, поэтому приговоры приводились в исполнение быстро. В отличие от процессов против партийной элиты, признания обвиняемых не играли роли.

### Временные рамки и приоритеты
Предполагалось, что кампания начнётся в различных регионах в разное время. Начало было запланировано на 5 августа 1937 года, в республиках Центральной Азии — на 10 августа, а в Восточной Сибири, Красноярском крае и на Дальнем Востоке — на 15 августа. Кампания должна была продлиться до 4 месяцев.
Сначала была запланирована кампания против первой категории преследуемых. Приказ отмечал, что кампания против второй категории должна начаться только после особых приказов Ежова, даже если в местном отделении НКВД уже завершена кампания против первой категории. Такой порядок был установлен организаторами кампании по практическим соображениям: в июле ещё не было известно, когда будут подготовлены места для депортированных по второй категории. В некоторых местностях «тройки» обрекали на смерть в первую очередь тех, кто уже находился долгое время в тюрьме. Таким образом, освобождалось место для следующей жертвы. Также отдельными пунктами приказа «тройкам» разрешалось выносить смертные приговоры тем, кто длительное время находился под следствием.
Единственным регионом СССР, где операция не проводилась, была Якутская АССР. Позднее причину этого объяснил в докладной записке на имя Ежова нарком внутренних дел Якутии Дорофеев. Он писал, что руководители местных органов НКВД «выдвигали теорию, что Якутия находится на особом положении, что классовая борьба в Якутии проистекает в иных формах, что кулака в Якутске нет, что для иностранной разведки Якутия интереса не представляет, так как здесь нет промышленности, армии и других объектов, имеющих оборонное значение». Как пояснил Дорофеев, «при таком положении с учётом на запрос Москвы дать сведения о числе лиц, по которым нужно немедленно нанести удар, мы могли дать столь мизерную цифру, что операцию нам проводить по приказу 00447 не позволили».

## Финансирование операции и использование заключённых
Политбюро ЦК ВКП (б) поручило Совету народных комиссаров выделить НКВД 75 млн рублей из резервного фонда для проведения массовых операций. Из них 25 млн рублей предназначались на оплату перевозки заключённых второй категории по железной дороге, 10 млн рублей — на сооружение новых лагерей. Заключённые должны были направляться на уже существующие крупные стройки ГУЛАГа, возводить новые лагеря или работать в лесозаготовительной промышленности.

## Репрессии исполнителей и реабилитация жертв

### Чистка в НКВД
Назначенный вместо Ежова Лаврентий Берия провёл «чистку» в НКВД и заставил более 7 тыс. сотрудников (около 22 % от общей численности) оставить службу в органах. С конца 1938 и до конца 1939 года по его приказу были арестованы 1364 сотрудника НКВД, почти всё руководство республиканского и районного уровней заменено.
14 ноября 1938 начальник ГУЛАГа НКВД СССР Израиль Плинер как ежовский выдвиженец был уволен из НКВД и арестован, а 22 февраля 1939 года расстрелян по приговору Военной коллегии Верховного Суда СССР на Коммунарке.
Берия реабилитировал некоторые жертвы времён правления Ежова. Вместе с тем, борьба против «вредителей», «мятежников» и «врагов» продолжалась и дальше, причём с использованием тех же методов, которые ставились в вину другим сотрудникам НКВД. Размах преследований снизился, поскольку изменились задачи политической верхушки и Сталина. С тех пор массовые операции больше не проводились.
Были репрессированы многие члены «троек»: 47 представителей НКВД, 67 членов партии и два представителя прокуратуры приговорены к смертной казни.

### Реабилитация жертв

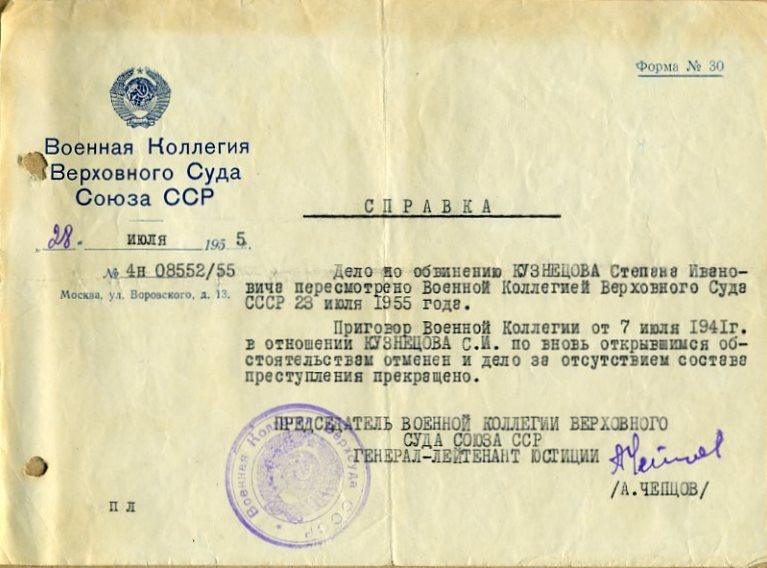
Справка о реабилитации Кузнецова С. И. за отсутствием состава преступления, 28 июля 1955 г.

Дискуссии о реабилитации жертв репрессий начались ещё при жизни Сталина, в период с 1939 по 1941 год, при расследовании «нарушений социалистической законности». Встал вопрос целесообразности пересмотра дел и механизмов её осуществления. В соответствующих приказах и постановлениях было указано, что пересмотр приговоров мог осуществляться бывшими следователями или их преемниками и находился под контролем 1-го спецотдела НКВД и соответствующих отделов УНКВД республик, краёв, областей. Прокуратура осуществляла собственное расследование лишь в исключительных случаях, обычно её вмешательство требовалось в случаях вопиющего нарушения закона. С ноября 1938 и до 1941 года пересмотр приговоров стал централизованным и, как следствие, замедлился. Выпущенные на свободу оставались под контролем «органов». Повторное следствие редко открывало новые факты. Иногда НКВД допрашивало дополнительных «свидетелей». Даже самые малые подтверждения нарушения лояльности обвиняемых приводили к отказу от дальнейшего пересмотра дела. Найденные формальные ошибки в документах следствия не означали автоматического аннулирования соответствующего приговора. В целом, пересмотр приговоров и освобождение осуждённых стали редкими исключениями.
5 марта 1953 года, вскоре после смерти Сталина, Берия приказывает освободить переполненные и перегруженные лагеря ГУЛАГа. 27 марта освобождены 1,2 млн заключённых. Политические заключённые амнистированы не были, однако были освобождены те, кого не считали угрозой общества, и осуждённые по общим статьям Уголовного кодекса РСФСР и союзных республик.
После ареста Берии 26 июня эта политика продолжилась. Специальные комиссии просматривали дела осуждённых за «контрреволюционные преступления». Членами этих комиссий были высокие чины из НКВД и прокуратуры, а также учреждений, участвовавших в «национальных» и «кулацких» операциях. Было рассмотрено около 237 тыс. дел по 58‑й статье Уголовного кодекса РСФСР, что составляло 45 % всех осуждённых по этой статье. 53 % приговоров были оставлены в силе, 43 % приговоров были смягчены так, что осуждённые смогли выйти на свободу, 4 % — отменены.
Во второй половине 1955 года также были амнистированы некоторые «политические» заключённые. В конце года общая численность заключённых в лагерях ГУЛАГа составляло 2,5 миллиона человек, к XX съезду КПСС численность политических заключённых составляла около 110 тыс. После завершения съезда была создана комиссия для пересмотра приговоров по 58‑й статье. К концу 1956 года на свободу вышли около 100 тыс. человек. В начале 1957 года на свободу выпущены ещё около 15 тыс. осуждённых по 58‑й статье. Так, через 20 лет после окончания Большого террора, последние его жертвы оказались на свободе. До этого сроки их заключения постоянно продлевались. В 1980-х годах семьи казнённых получали ложные сообщения о смерти своих родных в трудовых лагерях. Настоящие места и даты захоронения стали обнародовать только с 1989 года.
Во время перестройки и после неё реабилитации всех без исключения осуждённых внесудебными органами не произошло, а сами органы и их приговоры не признаны незаконными. По статьям 3 и 5 Закона РСФСР о реабилитации от 18 ноября 1991 года разрешается реабилитация только осуждённых по «политическим» статьям. Приговоры по «уголовным» статьям преимущественно остаются в силе.

## Исследования, значение, память

### Обнародование и исследования
Впервые приказ был напечатан в газете «Труд» 4 июня 1992 года. Другие документы о массовых операциях Большого террора были опубликованы в еженедельнике «Московские новости» 21 июля того же года. До тех пор информация о массовых операциях была полностью засекречена. Даже в секретной речи в 1956 году Никита Хрущёв, который принадлежал к участникам «кулацкой операции», не упомянул о ней ни слова.
Открытие ограниченного доступа к некоторым архивам позволило найти важные документы о массовом терроре и «кулацких операциях». Впоследствии были выпущены и переведены на другие языки сборники документов. «Кулацкая операция», как крупнейшая из массовых операций Большого террора, уже не была тайной и стала неотъемлемой частью истории сталинизма и истории Советского Союза.

### Исторический контекст

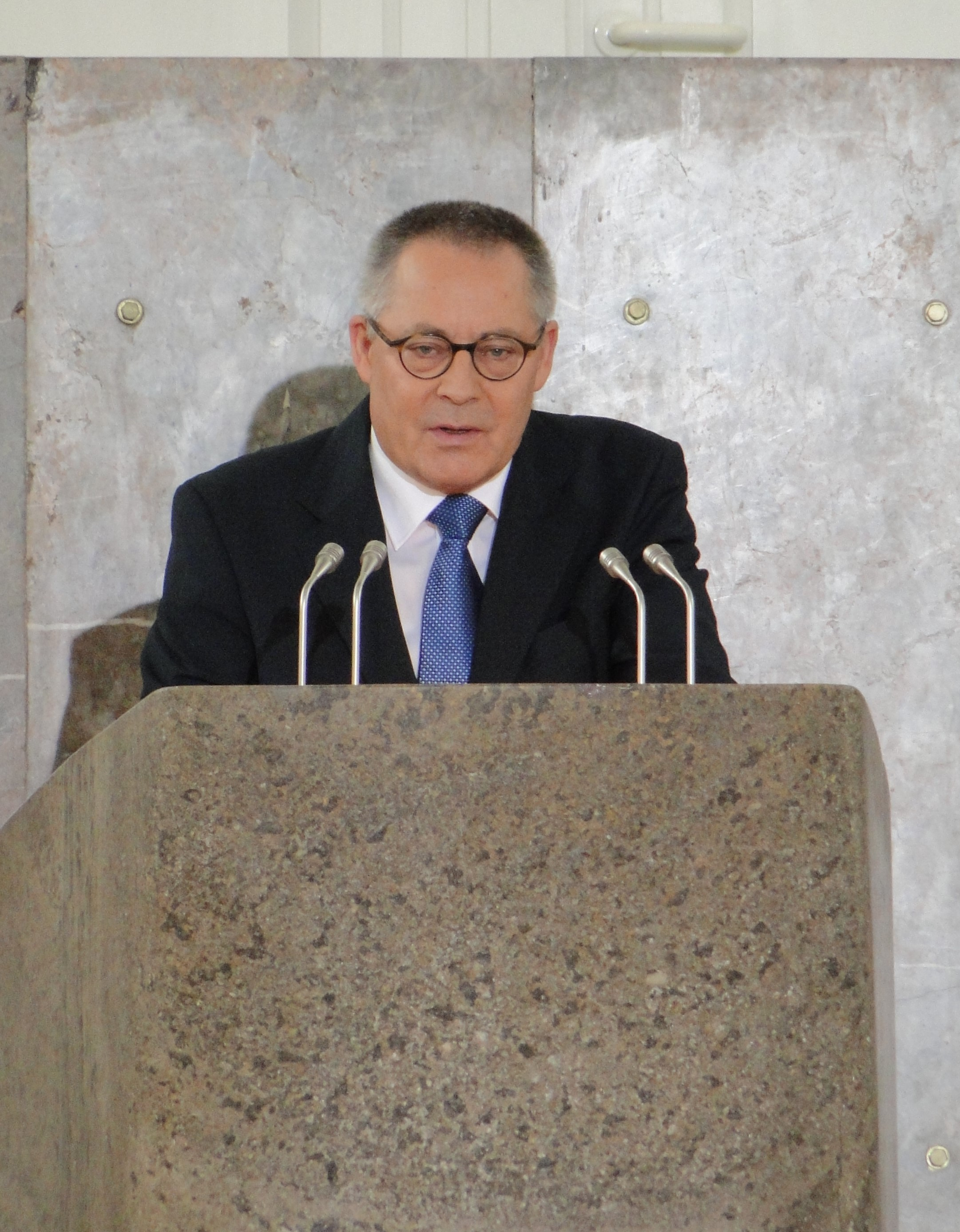
Карл Шлёгель — немецкий исследователь истории и социологии стран Восточной Европы

Появление новых источников доказывает, что начало кампании и её завершение проходило под руководством ВКП(б), в частности Сталина. Определение отдельных жертв и групп террора происходило не случайно, а на систематической основе. Кампания осуществлялась согласно чётким официальным предписаниям.
До сих пор не существует исчерпывающего ответа на спорный вопрос, кто задавал тон в отношениях между центром и периферией. Исследования исполнения приказа НКВД № 00447 в регионах СССР показывают, что влияние из центра оставалось определяющим, тем не менее Политбюро и НКВД дали местным карательным органам существенную свободу действий.
Ряд исследователей считают «кулацкую операцию» составляющей насильственной политики в ответ на последствия осуществлённой большевиками радикальной общественной трансформации. В частности, в первой половине 1930-х годов, начались форсированная индустриализация, принудительная коллективизация, раскулачивание и чистка городов внедрением внутренних паспортов. Большой террор стал ответом на непредвиденные последствия этой «второй революции». Он был нужен для того, чтобы убрать из молодого советского общества его ярых врагов. Власти попытались создать с помощью насилия однородный социальный и национальный лад, создать советского человека на «костях предшественников».
Американский историк Джон Арчибальд Гетти считает, что приказ имел эпохальное значение. Американский исследователь экономической истории Пол Грегори называет приказ самым жестоким государственным приказом XX века. По мнению Грегори, в нём прямой речью, не прибегая к эвфемизмам, сформулирована логика и средства для осуществления массовых репрессий без попытки скрыть убийственные последствия приказа.
Многие исследователи геноцида и истории Восточной Европы склоняются к тому, чтобы назвать Большой террор геноцидом. Американский историк Норман Наймарк предлагает расширить современное определение геноцида, чтобы под него подпадали крупные массовые кампании советского периода. Его коллега Рональд Григор Суни называет Большой террор «политическим Холокостом». Немецкие исследователи истории Восточной Европы Йорг Баберовски и Карл Шлёгель видят в массовых операциях террора «советский вариант окончательного решения» и проявление «попытки решения социального вопроса».

### Память

Дмитрий Медведев у монумента «Маска скорби», Магадан

После распада Советского Союза началось создание памятных книг о жертвах сталинизма. Правозащитная организация «Мемориал» занимается составлением всеобъемлющих книг памяти, в которых также упомянуты и жертвы приказа НКВД № 00447. В книгах приведены основные биографические данные преследуемых: место и дата рождения, место работы, национальность и адрес проживания. Также приведена информация о заключении приговора, иногда о социальном статусе жертвы, образовании, членстве в партии и предыдущих судимостях.
С середины 1990-х годов были установлены некоторые места массовых казней и массовых захоронений. Предпринимаются попытки создать в этих местностях мемориалы в память о жертвах репрессий.
Ежегодно 30 октября в России и других бывших республиках СССР проходит «День памяти жертв политических репрессий». В Москве основные мероприятия проходят на Лубянской площади у Соловецкого камня и на Бутовском полигоне.
30 октября 2009 года в своём обращении Президент России Дмитрий Медведев призвал не оправдывать сталинские репрессии, жертвами которых стали миллионы человек. По его словам, не следует оправдывать многочисленные жертвы некими высшими государственными целями:
Я убеждён, что никакое развитие страны, никакие её успехи, амбиции не могут достигаться ценой человеческого горя и потерь. Ничто не может ставиться выше ценности человеческой жизни. И репрессиям нет оправдания.